# Südlohn
Südlohn település Németországban, azon belül Észak-Rajna-Vesztfália tartományban. Lakosainak száma 9738 fő (2023. december 31.). Südlohn Velen, Gescher és Stadtlohn községekkel határos.

## Népesség
A település népességének változása:
| Lakosok száma | 6806 | 9134 | 9143 | 9249 | 9461 | 9616 | 9738 |
|               | 1975 | 2015 | 2017 | 2019 | 2021 | 2022 | 2023 |